# Spodnje Stranice
Spodnje Stranice este o localitate din comuna Zreče, Slovenia, cu o populație de 169 de locuitori.